# Окская судоверфь
Окская судоверфь — российское судостроительное предприятие, расположенное в городе Навашино Нижегородской области, на реке Оке.

## История завода

### Образование судоверфи
В 1907 году общество Коломенского машиностроительного завода, которое располагало мощным судостроительным производством, получило крупные заказы на постройку нефтеналивных барж. Правление общества приняло решение создать новую судостроительную верфь, основанную в 1907 году неподалёку от Кулебакского завода, откуда предполагалось поставлять металл для судов. Верфь расположилась в 30 км от Кулебак, на берегу затона, образованного старым руслом Оки и получила название Мордовщиковская судоверфь по названию близлежащей деревни Мордовщиково (Мордовщики). Уже в 1908 году, ещё в процессе строительства верфи, были спущены на воду первые три металлические баржи для товарищества братьев Нобель. 18 ноября 1908 года первая баржа грузоподъемностью 8200 тонн, названная «Екатерина Великая», была сдана заказчику. В декабре того же года были сданы «Ольга Премудрая» и «Ярославна».
Судоверфь к 1910 годам стала одним из ведущих судостроительных предприятий Волжского бассейна и до середины 1930-х оставалась крупнейшим в стране производителем несамоходного речного флота. Наряду со строительством барж, резервуаров, мостов и кессонов начинается изготовление паровозных тендерных баков, железнодорожных цистерн, шахтных труб. До революции на судоверфи было построено более 60 судов общей грузоподъемностью свыше 200 тысяч тонн. Из числа этих судов более 30 баржи, более 20 землеотвозных шаланд, а также грузопассажирские теплоходы, буксир и шхуна. Крупнейшими судами. построенными в этот период, стали баржи типа «Елизавета» длинной 160,4 м, шириной 22,5 м и грузоподъемностью 10380 т.
С 1911 года верфь изготавливала фермы мостов для железных дорог. В 1912 году на верфи строится первое самоходное судно — морская нефтеналивная шхуна грузоподъемностью 5400 тонн.

### Революция
В период 1907—1917 годы, рабочие верфи бастовали около 30 раз, крупнейшей стала десятидневная забастовка 1916 года, в которой участвовало 1300 рабочих. В конце октября 1917 года на верфи была создана ячейка РСДРП(б). В июле 1918 года красногвардейский отряд, созданный из рабочих верфи, участвовал в подавлении Муромского эсеровского мятежа, перекрыв для мятежников дорогу из Мурома на Арзамас.
В июле 1919 года Совет Труда и Обороны включил Мордовщиковскую судоверфь в число заводов ударной группы по восстановлению разрушенного войной железнодорожного транспорта. Рабочие восстановили десятки стратегически важных для страны железнодорожных мостов.

### СССР
В 1925 году, вопреки мнению ряда специалистов, считающих судостроение на Мордовщиковской верфи нерентабельным, возобновляется строительство барж. 1 октября 1928 года верфь получила новое название Мордовщиковский судомостостроительный завод (СМЗ). Данные по названиям предприятия в советский период разнятся. Упоминаются названия Мордовщиковский судостроительный завод, Мордовщиковский судомостовой завод № 342, судостроительный завод № 342, предприятие п/я № 31, Навашинский машиностроительный завод, Навашинский судостроительный завод «Ока». История подчиненности министерствам: НКТП СССР, НКМ СССР, МСП СССР.
В 1928—1940 годы Мордовщиковский завод дал морскому и речному флоту 14 самоходных и 125 несамоходных судов общей грузоподъемностью около 450 тысяч тонн. В 1931 году прошла первая плановая реконструкция предприятия, строятся ряд цехов и электроподстанция. Начинается внедрение электросварки. Рекордным по выпуску стал 1931 год, когда на заводе были спущены крупнейшие речные суда страны — нефтеналивные баржи грузоподъемностью 12000 т, а общая грузоподъемность выпущенного за год флота превысила 130 тыс. тонн.
В середине июня 1935 года на СМЗ, под руководством инженера Ф. С. Самсонова, построена первая цельносварная баржа грузоподъемностью 6000 т. На момент постройки это было одно из крупнейших цельносварных судов в мире, в комиссию по его приемке входил известный ученый-электротехник профессор В. П. Вологдин.
Во время Великой Отечественной войны помимо понтонных парков изготавливалась другая оборонная продукция: детали реактивных снарядов М-8, корпуса авиабомб ФАБ-250, бронированные огневые точки, противотанковые ежи, траловые баржи, бронированные башни на катера. В первые послевоенные годы началось восстановление судостроительного производства, возобновляется выпуск морских и речных барж, внедряется технология электросварки под флюсом, секторная резка металла, секционная сборка судов, применение гофрированных конструкций.
В 1950 году начинается вторая плановая реконструкция завода, предусматривающая его специализацию на выпуске мелкосидящих морских танкеров и нефтеналивных барж. Сданный заказчику в 1954 году мелкосидящий танкер «Олег Кошевой» (проект № 566, ЦКБ-51, главный конструктор В. А. Евстифеев) стал первым в стране судном смешанного плавания типа «море-река». В 1956 году выпуск барж полностью прекратился, в следующем году начался выпуск усовершенствованного проекта танкеров типа «Инженер А. Пустошкин».
В 1958 году, в связи с возникновением города Навашино, завод переименован в Навашинский судостроительный. В этом же году началось строительство серии мелкосидящих морских хлопколесовозов типа «Инженер Белов» (проект № 570, построено судов). Проект назван в честь главного инженера, а затем директора А. Г. Белова, внесшего большой вклад в освоение новых типов судов на предприятии. Хлопколесовозы типа «Инженер Белов» стали наиболее совершенными судами Каспия, они оснащались современными навигационными системами, системами дистанционного управления двигателями, механизированными люковыми закрытиями и стали первыми судами Каспийского флота, начавшими совершать рейсы через Единую глубоководную систему Европейской части России в балтийские порты Польши и ГДР.
Начиная с 1960 года предприятие строило речные сухогрузы типа «Волго-Дон» проекта 507, ставшими, на момент постройки, крупнейшими речными судами СССР. Построено несколько серий, общим количеством более 175 судов типа «Волго-Дон» и «Волжский». Срок их постройки, за время выпуска, сократился более чем в 3 раза. В 1973 году судам типа «Волго-Дон» присвоен Государственный знак качества.. На их базе завод построил серию составных речных судов грузоподъемностью 10 тыс. тонн проекта 05074 «XXVI съезд КПСС». Серия состояла из 35 судов и строилась в 1981—1991 годы.
С 1962 года выпускалась серия среднетоннажных лесовозов типов «Малоярославец» (проект 450) и «Сибирьлес» (проект 450Б).
В 1966 году завод получил название «Ока». В 1968-77 годах шел выпуск сухогрузов типа «Кишинев» проект 1572 (второе название серии «Измаил») на базе которых был разработан и выпускался арктический вариант мелкосидящего сухогруза типа «Советская Якутия» (проект 1576, шифр «Тикси»), способного вести разгрузку и погрузку в необорудованных портах а также усовершенствованный вариант — проект 1588 «Василий Шукшин» (1977—1985 годы). В последние годы советского периода строилась серия мелкосидящих ледокольных контейнеровозов с большим раскрытием палубы для Северного морского пути проекта 15881 типа «Виталий Дьяконов».
В 1982 году завод награждён Орденом Трудового Красного Знамени.
Помимо крупных судов, выпускались также и небольшие теплоходы типа «Колхозница» и экспериментальные суда, составной теплоход «XXIII съезд КПСС» грузоподъемностью 10 тыс. тонн (1966 г.) и теплоход с воздушной смазкой днища «XV съезд ВЛКСМ» (1967 г.).

#### Понтонные переправы
С 1933 года верфь приступает к производству понтонных парков Н2П, а также катеров к понтонному парку СП-19 и отдельных конструкций парка НЛП. В Великую Отечественную войну также освоен тяжёлый понтонно-мостовой парк ТМП. Завод стал ведущим изготовителем понтонных переправ в СССР и позже в РФ, на заводе создается конструкторское бюро по их разработке.
После войны верфь продолжает разработку и производство новых понтонных парков. В 1950 году принят на вооружение тяжелый понтонный парк ТПП. В 1960 году принят на вооружение понтонно-мостовой парк ПМП (с 1980 года ПМП-М). Также изготавливались парки ППС-84 и ПП-91, наплавной автодорожный разборный мост НАРМ.

### Российская Федерация
В 1994 году происходит приватизация государственного предприятия «Навашинский судостроительный завод „Ока“» с образованием ОАО «Окская судоверфь». В 2000-х годах предприятие разделялось на ОАО «Окская судоверфь» и ОАО «Навашинский машиностроительный завод». Впоследствии ОАО «НМЗ» было ликвидировано, его активы вернулись к судоверфи.
С 2005 года на верфи размещены заказы на строительство серий универсальных сухогрузных судов проекта 00101 тип «Русич» дедвейтом 5 460 тонн. В 2011—2017 годах построено 39 судов, серийно строятся сухогрузы проектов RSD44 и RSD32M, танкеры проектов RST27 и RST54, несамоходные наливные баржи проекта ROB20. В 2019 году верфь начинает выполнение заказа на 15 сухогрузов проекта RSD59 дедвейтом 8144 тонн.
Продолжается изготовление понтонных парков ПП-91 и ПП-91М для нужд ВС РФ и на экспорт, а также наплавных мостов НАРМ для гражданских автомобильных переправ.

#### Дело о «навашинских миллионах»
В 1993 году бизнесмен Андрей Климентьев заключает контракт с заводом, в котором обещает продать на экспорт серию сухогрузов. Для строительства сухогрузов необходимы оборотные средства, которые получают в виде кредита Минфина РФ на 30 млн долларов США. Чтобы получить кредит глава Нижегородской области Борис Немцов дает гарантии возврата кредита от имени области. В итоге 18 млн долларов кредита пропали и их компенсировали из бюджета Нижегородской области, экспортных поставок продукции завод осуществить не смог.

## Производство
Согласно официальным данным на Окской судоверфи в 2011—2020 гг. построено 65 судов, включая:
- 10 сухогрузов проекта RSD44 для Волжского пароходства
- 12 танкеров проекта RST27 для компании «В. Ф. Танкер»
- 9 судов для сторонних компаний
- З катера проекта ST23WI для ФГУП «Росморпорт»
- 1 универсальный бункеровщик проекта 92800 для ОАО «Туапсинский морской торговый порт»
- 1 пожарный буксир проекта TG-17 для ФБУ «Морспасслужба Росморречфлота»
- 2 катера проекта 21270
- 1 многофункциональное морское водолазное судно-катамаран проекта SDS18 для ФБУ «Морспасслужба Росморречфлота»
- 10 несамоходных нефтеналивных судов проекта ROB20для ООО «Белмакс»
- 8 многоцелевых сухогрузных судов проекта RSD32М для ООО «Навис»
- 7 многоцелевых сухогрузных судов проекта RSD59 для компаний «Петротранс», «Астрол»
- 1 большой гидрографический катер проекта 19920

19 февраля 2021 года — спущен на воду сухогруз проекта RSD59 для московской судоходной компании «Астрол».
В 2025 году закончено строительство трёх универсальных сухогрузов класса «река-море» проекта RSD71 для «Волжского пароходства».

## Собственники и руководство
При приватизации завода в 1994 году контроль получает бизнесмен Андрей Климентьев.
На 2008 год верфь принадлежала ОАО «Судоходная компания „Волжское пароходство“», которое контролировалось Volgo-Balt Transport Holding Ltd (Волго-Балтийской компанией). В 2008 году 80 % акций VBTH приобретаются Universal Cargo Logistics Holding B.V. (UCL Holding).
В 2017 году UCL Holding доводит свою долю в VBTH до 100 %.
Исполняющий обязанности генерального директора по состоянию на август 2025 года — Олег Сасин.
Руководители компании в разные годы:
- 2009-2021 — Куликов Владимир Павлович
- 2021-2024 — Самсиков Денис Евгеньевич
- 2024 — Викулова Светлана Николаевна
- С июля 2024 — Сасин Олег Анатольевич